# 卑詩綠黨
卑詩綠黨 ( 英語 : Green Party of British Columbia ，簡稱 BC Greens )是加拿大卑詩省的一个省級政黨。它於 1983 年成立，總部位於維多利亞。該黨在2013年省選中首次贏得了卑詩省議會的議席。更於2017年與新民主黨共同組建政府。

## 原则
卑詩綠黨提倡参与式民主、可持续发展、社会正义、尊重多样性、生态智慧和非暴力的原则。 

## 歷史

### 成立和早年（1983-1992）
卑詩綠黨於1983年2月6日成立，是北美洲的第一個綠黨。它在1983 年省選前不久註冊成為省級社團及省級政黨。當時綠黨派出了四名候選人，在柯愛娟（Adriane Carr）的領導下獲得了 0.19% 的選票。同年在米遜-滿地寶選區的聯邦補選中，貝蒂·尼克臣（Betty Nickerson）成為了加拿大綠黨第一位候選人。可是該黨當時尚未得到加拿大選舉局承認，所以她只能以「獨立候選人」的名義出現在選舉紀錄中。
1985年，柯愛娟退出了綠黨的日常運作，他們也廢除了黨魁的職位，改由三名發言人在傳媒上代表。在1986年省选中，綠黨赢得了0.23%的選票，並派出了9名候選人。 1988 年，為了阻止在下次省選中只派女性候選人的計劃實行，柯愛娟和她的丈夫保羅·佐治（Paul George）短暫地恢復了參與綠黨的日常運作，以否决該計劃。1988年到1992年間，綠黨分裂為兩派，一派以柯愛娟為領導，另一派則以綠色和平創辦人占·保倫（Jim Bohlen）以及其生態女權主義黨團為主，兩派的支持者之間存在嚴重的分歧。在此期間，綠黨內部的政治由選舉改革倡導者史蒂夫·基士比（Steve Kisby）領導的妥協派主導。
然而，這段相對穩定的時期以綠黨在1991年省選中未能取得突破而告終。儘管綠黨在全省的得票率提高到了0.86%，並派出了42名候選人，他們並沒有明顯的突破。

### 柏加的領導（1993-1999）
1993年，綠黨选出了新的黨魁，當時21歲的斯圖爾特·柏加（Stuart Parker），他透過引入年輕的新黨員重振了綠黨。在1996 年的省選中，他成功地帶領該黨接近在所有選區都有候選人，但儘管得到了著名環保人士大衛·鈴木（David Suzuki）的支持，綠黨在只獲得了全省2%的總票數。綠黨希望在古特尼地區的奶路臣-克雷斯頓選區候選人安迪·沙特勒取得突破，可是最後只得到11%的選票。柏加的第一個任期（1993-96）的特點是他不斷在卑詩省不同的郊區巡迴演說。直到當時，在奧卡那根（Okanagan）和高莫斯山谷（Comox Valley）以外基本上沒有任何有意義的綠黨地區組織。這次巡迴演講得到了回報，綠黨在省内不同地區都成立了地區組織，使綠黨僅差四名候選人便能在每個選區都有候選人。
在柏加麾下的綠黨方向受許多心懷不滿的前新民主黨成員影響，以致許多柏加麾下的政綱都是特別左派的。在柏加擔任黨魁的第二個任期內，綠黨在1996至1999年間曾在民調中達到11%的高峰，而这這些升幅幾乎全部來自新民主黨的跌幅。儘管柏加曾在1993年和1997年因封鎖伐木道路而被捕，但他麾下的綠黨實際上在反對卑詩省福利改革方案和處理其他社會問題上投入的資源比起在任何重大環境議題上投入的資源遠遠地多。
在 1996 年溫哥華和維多利亞的兩個市政府的左翼代表都因鎅票而落敗。儘管綠黨劇烈地反對簡嘉年的新民主黨政府，時任綠黨黨魁柏加於1998年帶頭與新民主黨的不同市級附屬政黨組建市級的選舉聯盟，這些談判在黨內引發了不少爭議。這些談判得到了簡嘉年的批准，在溫哥華和維多利亞，當地的工會、綠黨和新民主黨之間達成了三方協議，使「紅綠联盟」在有組織的工會支持下參加這兩個城市於1999年舉行的市政選舉。儘管兩個聯盟都沒能成功阻建政府，但都取得了實質的進展。在維多利亞市，聯盟候選人阿特·雲登貝格當選成為市議員，他是加拿大歷史上第一位以綠黨身份參選並當選為市議員的人。在溫哥華，聯盟候選人羅斯林·卡素斯也順利當選為公園局成員。

### 柯愛娟回歸 (2000–2006)

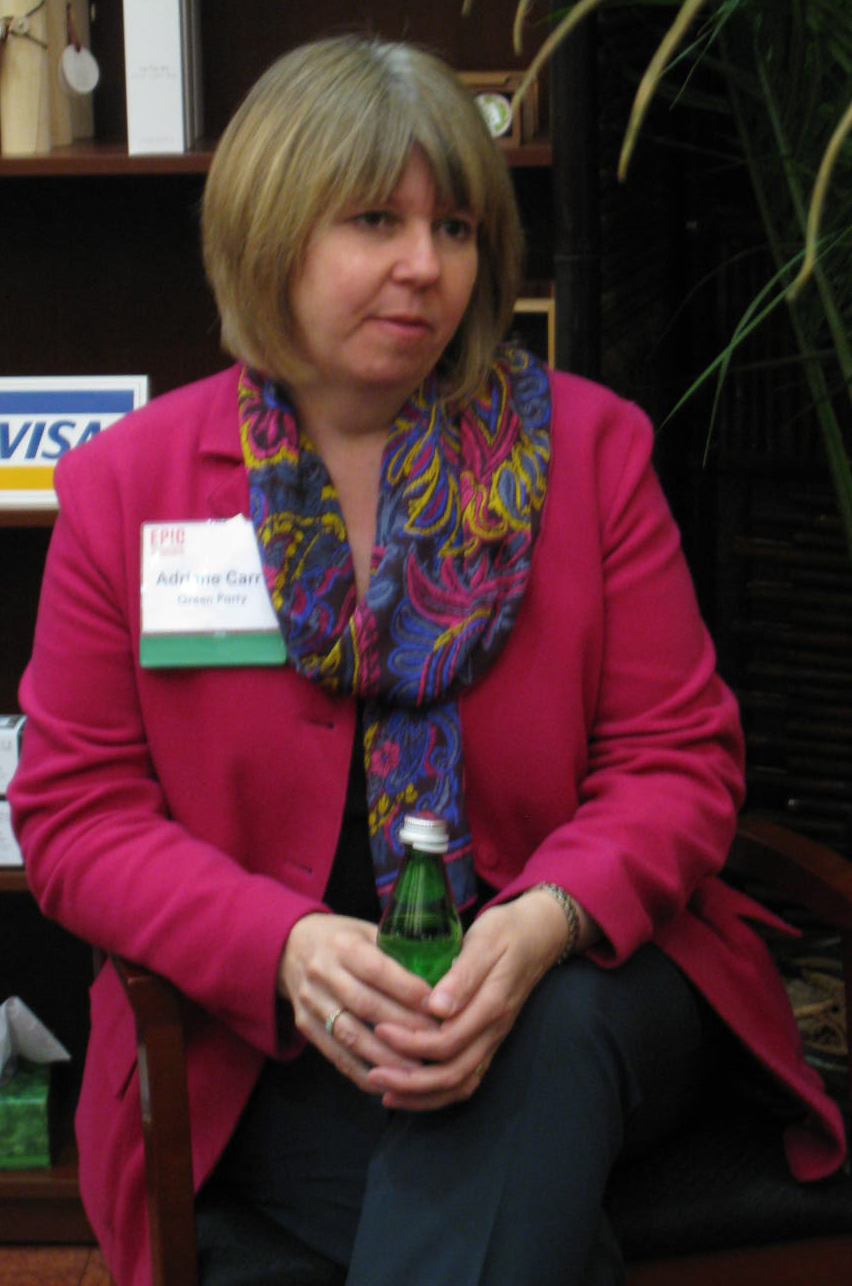
柯愛娟（Adriane Carr） ，綠黨創始人及黨魁（1983-1985、2000-2006）

隨著綠黨民意支持率節節上升、在與宿敵合作的問題上軟化，以及即將到來的省選成功使綠黨吸引了以柯愛娟( Adriane Carr )為首的一些著名環保人士的注意，柯愛娟于1999年開始了一場推翻綠黨當時領導層的運動。這個群體進行了長達一年的公開運動，其中包括對綠黨提起不成功的訴訟，以及後來對綠黨黨魁和董事會的指控，包括欺诈、作票甚至盜竊，這些指控後來被證實是錯誤的。儘管該團體在1999年的黨大會上落败，但在2000年勝利了。此後不久，綠黨將柯愛娟選為新黨魁。自2001年以来，黨魁不再需要接受年度審查投票，柏加正是因為這一個程序而被免職的。 2000 年黨大会之后，綠黨所有當選的市級代表和其他一些黨員紛紛退黨。
隨著高層發生引人注目的變動，綠黨在 2000 年初的民調中獲得了 9% 的支持率，並在2001 年省選中获得了12%的票數。儘管獲得了如此明顯的支持，但綠黨在省議會中没有贏得任何議席——這個事實也自然地被引用作为反對卑詩省選舉中採用的領先者當選制度的論據。
儘管她在綠黨 2000 年黨大會上提出了一系列決議，譴責許多人認為綠黨之前犧牲環保工作以進行社會和治理政策的路線，但選舉改革仍然是柯愛娟作為黨魁的首要議程。柯愛娟不同意卑詩公平投票協會將運動的精力投入到支持新的卑詩自由黨政府推進其 1997 年制訂的公民大會程序的計畫，並成立了一个名為「釋放你的選票」（Free Your Vote）的選舉改革組織，以與公平投票協會競爭。「釋放你的選票」的目的是透過利用卑詩省的公民倡議立法程序（理論上允許公民在收集足夠數量的簽名聯署的情況下強制使倡議的法案進入全民公投的程序）。
儘管面臨公平投票協會成員勞倫（Loenen）的公開譴責，「釋放你的選票」仍順利地招募了數百名義工參與全省範圍的工作，建立了一個比任何倡導選舉改革的組織規模大得多的公民組織。它還獲得了許多左翼人士的支持，包括卑詩省護士工會以及其他工會的官方認可。但這個社會運動也面臨着一些困難，例如綠黨的組織主席泄露的內部備忘錄解释说，組織者知道聯署會失敗，但只是利用它來建立綠黨的組織基礎。儘管該運動只在省內79個選區中的4個選區提交了足夠的簽名，但「釋放你的選票」成功地動員了新的改革支持。但這運動似乎也強化了綠黨對比例代表制（聯立制、名單比例代表制）模式的支持以及對其他模式的公開譴責。
在她偏好的「釋放你的選票」聯署失敗後，柯愛娟將精力集中在全省範圍內反對申辦2010年冬奥會的運動上。但當冬奧會主辦權被授予卑詩省後，綠黨就沒能找到能引起選民強烈共鳴，且會影響全省的議題。 2003 年至 2005 年间，隨著柯愛娟恢復了柏加第一個任期的持续巡迴演講模式，綠黨的存在顯得格外低調。
在2005 年省選中，綠黨在全省範圍內的得票率從四年前的12%下降到了9%。儘管時事評論員們對柯愛娟的辯論表現評價很好，但是公眾對柯愛娟的表現評價很差。柯愛娟自己在鮑威爾河-陽光海岸選區的得票率下降至25%，落后獲勝的新民主黨候選人17%。綠黨只有在溫哥華-布勒、西温哥華-加里波第和基隆拿-米遜這三個選區增加得票率。
這些措施似乎不足以平息內部對柯愛娟麾下的領導層增長的不滿。在恢復要求黨魁在每個選舉週期下台並競逐連任的做法後舉行的第一次年度黨大會之前（該政策以及年度信任投票已于 2001 年被廢除），柯愛娟于2006年9月24日宣佈辭職。一如那些知道柯愛娟和新任聯邦綠黨黨魁伊丽莎白·梅伊有長期關係的人士所料，柯愛娟接受了加拿大綠黨副黨魁這個帶薪職位。隨後，她代表聯邦綠黨競逐溫哥華中心選區的議席，但是輸了。

### 史達克和威佛 (2007–2020)
柯愛娟于2006年9月辭去黨魁職務后，綠黨于2007年10月21日举行了黨魁选举。基斯杜化·貝奈特（Christopher Bennett）被任命為署理黨魁，在選出新黨魁前代行黨魁的職務。前溫哥華喜士定候選人伊恩·格雷森（Ian Gregson）是第一个宣佈競逐黨魁之位的人。 
珍·史達克 (Jane Sterk) 是一名市議員、大學教授和小企業老闆，她在 2007 年假維多利亞市加拿大皇家大學舉行的黨大會上當選為 綠黨的信任黨魁。她接替了署理黨魁基斯杜化·貝奈特的職權。
綠黨的實力主要集中在溫哥華島南部和海灣群島、奧卡納根、海天地區以及溫哥華等高人口密度地區。 1991年，綠黨在Rossland-Trail的得票率為全省最高，是4.4%； 1996年，奶路臣-克雷斯頓的得票率為11%；2001年和2005年，綠黨在柯愛娟所在的鮑威爾河-陽光海岸的得票率分别為27%和25%；2009年，綠黨在西溫哥華-海天的得票率為22%。
在2013年省選內，綠黨贏得了他們的第一個議席，綠黨候選人安德魯·威佛（Andrew Weaver）在橡樹灣-高登角（Oak Bay-Gordon Head）選區獲勝。儘管在省內的得票率些微下降至8.13%，但綠黨在有派出候選人的 61 個選區中的得票率攀升至 11.15%。威佛在他的選區赢得了40%的选票，该党在埃斯奎莫爾特-漢樑、奶路臣-克雷斯頓、沙尼治北部與群島、維多利亞燈塔山和維多利亞天鵝湖選區也得到了多於20%的選票。
2013年8月13日，史達克宣佈她將在2013年8月24日舉行的2013年年度黨大會後退出政壇。沙尼治北與群島的前候選人亞當·奧臣 (Adam Olsen) 成為了署理黨魁。直到 2015 年 12 月 9 日，綠黨當時唯一的省議員威佛被任命為全職黨魁。 
在2017年省選中，威佛、亞當·奧臣和索尼婭·富斯特瑙當選為省議員，綠黨贏得了創黨以來最高的16.84%得票率，此紀錄至今仍未被打破。綠黨與新民主黨簽署了信任供給協議，以換取在環境和社會議題上政策的讓步。新民主黨和綠黨隨後在不信任投票中以一票優勢擊敗了時任的自由党政府，新民主黨隨後被邀請組建政府。  
2019 年 10 月 7 日，安德魯·威佛（Andrew Weaver）宣佈，一旦選出新黨魁，他將辭去黨魁職務，并且不會參加之後的一屆省選。   2019年12月20日，亞當·奧臣被任命为署理黨魁，於2020年1月6日生效。 2020年1月16日，威佛退出了綠黨黨團，以獨立議員身份繼續擔任省議員。 
綠黨原定於2020年6月15日至26日舉行黨魁選舉，但由於卑詩省爆發COVID-19疫情，選舉被無限期擱置。 原本獲勝者將在乃磨市舉行的黨大會上宣佈。 黨魁選舉於2020年6月15日重新啟動。 索尼婭·富斯特瑙于2020年9月14日當選為黨魁。  

### 富斯特瑙（2020年至今）
富斯特瑙被選為黨魁一週後，省長賀謹宣佈提前解散省議會，提早舉行省選。富斯特瑙和亞當·奧臣成功連任。綠黨候選人耶利米·華里奧特（Jeremy Valeriote）最初被宣佈勝出西溫哥華-海天選區，但由於票數差距過少，需要在法庭重新點票。重新點票後，自由黨候選人，該選區的省議員佐敦·斯特迪被宣佈勝出選區，成功連任。  

## 黨魁
| #                             | 黨魁                    | 任期開始 | 任期結束 |
| ----------------------------- | ----------------------- | -------- | -------- |
| 1                             | 柯愛娟                  | 1983年   | 1985年   |
| 1985 年至 1992 年期間不設黨魁 |                         |          |          |
| 2                             | 斯圖爾特·柏加           | 1993年   | 2000年   |
| *                             | 湯·希特靈頓（署理）     | 2000年   | 2000年   |
| 3                             | 柯愛娟                  | 2000年   | 2006年   |
| *                             | 基斯杜化·貝奈特（署理） | 2007年   | 2007年   |
| 4                             | 珍·史達克               | 2007年   | 2013年   |
| *                             | 亞當·奧臣 （署理）      | 2013年   | 2015年   |
| 5                             | 安德魯·威佛             | 2015年   | 2020年   |
| *                             | 亞當·奧臣（署理）       | 2020年   | 2020年   |
| 6                             | 索尼婭·富斯特瑙         | 2020年   | 現任     |

## 省議員列表
下列的綠黨省議員曾經/現在代表卑詩省不同選區：
| 姓名            | 選區             | 任期       | 引文   |
| --------------- | ---------------- | ---------- | ------ |
| 索尼婭·富斯特瑙 | 考伊琴山谷       | 2017年至今 | [ 19 ] |
| 亞當·奧臣       | 沙尼治北部與群島 | 2017年至今 | [ 19 ] |
| 安德魯·威佛     | 橡樹灣-高登角    | 2013–2020  | [ 20 ] |

## 選舉結果
| 黨魁   | 黨魁            | 候選人  | 赢得議席 | 得票數量 | 得票率  | 議席轉變 | 名次     | 議會狀態                         |
| ------ | --------------- | ------- | -------- | -------- | ------- | -------- | -------- | -------------------------------- |
| 1983年 | 柯愛娟          | 4 / 57  | 0 / 57   | 3,078    | 0.19%   | ━ 0      | ━ 第七名 | 議會外                           |
| 1986年 | 空缺            | 9 / 69  | 0 / 69   | ▲4,660   | ▲0.24%  | ━ 0      | ▲第五名  | 議會外                           |
| 1991年 | 空缺            | 42 / 75 | 0 / 75   | ▲12,650  | ▲0.86%  | ━ 0      | ▲第四名  | 議會外                           |
| 1996年 | 斯圖爾特·柏加   | 71 / 75 | 0 / 75   | ▲31,511  | ▲1.99%  | ━ 0      | ▼第五名  | 議會外                           |
| 2001年 | 柯愛娟          | 72 / 79 | 0 / 79   | ▲197,231 | ▲12.39% | ━ 0      | ▲第三名  | 議會外                           |
| 2005年 | 柯愛娟          | 79 / 79 | 0 / 79   | ▼161,842 | ▼9.17%  | ━ 0      | ━ 第三名 | 議會外                           |
| 2009年 | 珍·史達克       | 85 / 85 | 0 / 85   | ▼134,570 | ▼8.21%  | ━ 0      | ━ 第三名 | 議會外                           |
| 2013年 | 珍·史達克       | 61 / 85 | 1 / 85   | ▲146,607 | ▼8.13%  | ▲1       | ━ 第三名 | 不是正式政黨                     |
| 2017年 | 安德魯·威佛     | 83 / 87 | 3 / 87   | ▲332,387 | ▲16.84% | ▲2       | ━ 第三名 | 新民主黨少數政府（綠黨信任供給） |
| 2020年 | 索尼婭·富斯特瑙 | 73 / 87 | 2 / 87   | ▼284,326 | ▼15.08% | ▼1       | ━ 第三名 | 第三黨                           |

## 也可以看看
- 不列颠哥伦比亚省大选列表
- 加拿大绿党黨魁名单
- 在加拿大任职的绿党政治家名单
- 不列颠哥伦比亚省政党列表
- 不列颠哥伦比亚省政治

## 笔记
1. ↑  由三名發言人共同履行黨魁職務